# Puma concolor concolor
A suçuarana-sul-americana-do-norte (Puma concolor concolor), é uma subespécie de suçuarana, que vive na parte norte da América do Sul, da Colômbia e da Venezuela até o Peru e norte do Brasil. É a subespécie nominal de Puma concolor. Ela ataca as aves, veados, preguiças, ratos, rãs, cutias e lagartos.